# Regering-Van den Brande II
De regering-Van den Brande II (30 januari 1992 - 20 oktober 1992) was de tweede Vlaamse Regering (Vlaamse Executieve) onder leiding van christendemocraat Luc Van den Brande.
Na de parlementsverkiezingen van 24 november 1991 stapten aanvankelijk enkel CVP en SP in de nieuwe Vlaamse regering. Dit werd de regering-Van den Brande I. Aangezien de Vlaamse regering toen proportioneel werd samengesteld volgens de sterkte van de partijen in de Vlaamse Raad, kon de regering nog verruimen als andere partijen ook ministers voordroegen. Op 30 januari 1992 werd de coalitie uitgebreid met de VU toen Johan Sauwens minister werd. Doordat de partijsamenstelling van de regering wijzigde, sprak men van de regering Van den Brande II. Ze kreeg op 5 februari 1992 het vertrouwen.

## Samenstelling
De regering-Van den Brande II bestond uit 8 ministers (7 ministers + 1 minister-president). CVP had 4 ministers (inclusief de minister-president), SP 3 en VU 1.
| Minister                                                              | Minister | Minister                         | Bevoegdheid                                                           | Partij |
| --------------------------------------------------------------------- | -------- | -------------------------------- | --------------------------------------------------------------------- | ------ |
|                                                                       |          | Luc Van den Brande (1945)        | Voorzitter                                                            | CVP    |
| Economie en KMO's, Wetenschapsbeleid, Energie en Externe Betrekkingen |          | Luc Van den Brande (1945)        |                                                                       | CVP    |
|                                                                       |          | Norbert De Batselier (1947)      | Vicevoorzitter                                                        | SP     |
| Leefmilieu en Huisvesting                                             |          | Norbert De Batselier (1947)      |                                                                       | SP     |
|                                                                       |          | Theo Kelchtermans (1943)         | Openbare Werken, Ruimtelijke Ordening en Binnenlandse Aangelegenheden | CVP    |
|                                                                       |          | Hugo Weckx (1935)                | Cultuur en Brusselse Aangelegenheden                                  | CVP    |
|                                                                       |          | Luc Van den Bossche (1947)       | Onderwijs en Ambtenarenzaken                                          | SP     |
|                                                                       |          | Johan Sauwens (1951)             | Verkeer, Buitenlandse Handel en Staatshervorming                      | VU     |
|                                                                       |          | Leona Detiège (1942)             | Tewerkstelling en Sociale Aangelegenheden                             | SP     |
|                                                                       |          | Wivina Demeester-De Meyer (1943) | Financiën en Begroting, Gezondheidsinstellingen, Welzijn en Gezin     | CVP    |